# Humbert-vízesés
A Humbert-vízesés a Namorona-folyón található Madagaszkár északkeleti részén, Andapa kerületben, Sava régióban, a Sambava közelében. A vízesés a Marojejy Nemzeti Park területén található, mintegy 800 méternyire a Camp Mantella tábortól, valamint 4,3 kilométernyire fekszik a nemzeti park bejáratától. A vízesés 40 méteres magasságból bukik alá a sziklákról.

## Fordítás
Ez a szócikk részben vagy egészben  a   Humbert Falls című angol Wikipédia-szócikk ezen változatának fordításán alapul.  Az eredeti cikk szerkesztőit annak laptörténete sorolja fel. Ez a jelzés csupán a megfogalmazás eredetét és a szerzői jogokat jelzi, nem szolgál a cikkben szereplő információk forrásmegjelöléseként.